# Frank Edwards
Frank Edwards, nacido en 1909 y fallecido en 1997, fue un cantante, armonicista y guitarrista estadounidense de blues.
Grabó para los sellos Okeh y Savoy Records en los años 1940, relegándose después al olvido. No obstante, en 1970 fue redescubierto por el sello Trix Records. Su estilo se incluye en el llamado Blues de Piedmont.